# Statistiques de la Coupe du monde de football 2022
Cette page regroupe différentes statistiques de la Coupe du monde de football 2022.

## Statistiques par équipe

### Nombre d'équipes par confédération et par tour
| Confédération | Phase de groupes | Huitièmes de finale                                                         | Quarts de finale                                  | Demi-finales      | Finale (dont champion) |
| ------------- | --- | --------------------------------------------------------------------------- | ------------------------------------------------- | ----------------- | ---------------------- |
| UEFA          | 13 Allemagne, Angleterre, Belgique, Croatie, Danemark, Espagne, France, Pays de Galles, Pays-Bas, Pologne, Portugal, Serbie, Suisse | 8 Angleterre, Croatie, Espagne, France, Pays-Bas, Pologne, Portugal, Suisse | 5 Angleterre, Croatie, France, Pays-Bas, Portugal | 2 Croatie, France | 1 France               |
| CONMEBOL      | 4 Argentine, Brésil, Équateur, Uruguay                                                                                              | 2 Argentine, Brésil                                                         | 2 Argentine, Brésil                               | 1 Argentine       | 1 Argentine            |
| CAF           | 5 Cameroun, Ghana, Maroc, Sénégal, Tunisie                                                                                          | 2 Maroc, Sénégal                                                            | 1 Maroc                                           | 1 Maroc           | Aucune équipe          |
| AFC           | 6 Arabie Saoudite, Australie, Corée du Sud, Iran, Japon, Qatar (organisateur)                                                       | 3 Australie, Corée du Sud, Japon                                            | Aucune équipe                                     | Aucune équipe     | Aucune équipe          |
| CONCACAF      | 4 Canada, Costa Rica, États-Unis, Mexique                                                                                           | 1 États-Unis                                                                | Aucune équipe                                     | Aucune équipe     | Aucune équipe          |
| OFC           | Aucune équipe | Aucune équipe                                                               | Aucune équipe                                     | Aucune équipe     | Aucune équipe          |
| Total         | 32 | 16                                                                          | 8                                                 | 4                 | 2 (1)                  |

### Nombre de buts par tour
- 120 buts ont été inscrits lors des phases de poules, cela fait une moyenne de 2,5 buts par match[1] et 2 buts de moins que la précédente édition.

- 28 buts ont été inscrits lors des 1/8e de finale, soit 4 buts de plus que la précédente édition et de ce fait c'est le plus haut total depuis la réintroduction des huitièmes lors de l'édition 1986 (Opta)[2].

|         | Premier tour | Premier tour | Premier tour | Premier tour | Huitièmes de finale | Quarts de finale | Demi finales | Match 3e place | Finale | 2de phase Sous-total | Total |
| J 1     | J 2          | J 3          | Sous-total   |              | Huitièmes de finale | Quarts de finale | Demi finales | Match 3e place | Finale | 2de phase Sous-total | Total |
| ------- | ------------ | ------------ | ------------ | ------------ | ------------------- | ---------------- | ------------ | -------------- | ------ | -------------------- | ----- |
| Buts    | 41           | 40           | 39           | 120          | 28                  | 10               | 5            | 3              | 6      | 52                   | 172   |
| Matchs  | 16           | 16           | 16           | 48           | 8                   | 4                | 2            | 1              | 1      | 16                   | 64    |
| Moyenne | 2,56         | 2,50         | 2,43         | 2,5          | 3,5                 | 2,5              | 2,5          | 3              | 6      | 3,25                 | 2,68  |

### Nombre de matches par résultat
| Score final | Nombre d'occurrences (et ratio) |
| ----------- | ------------------------------- |
| 7-0         | 1 (1,6 %)                       |
| 6-2         | 1 (1,6 %)                       |
| 6-1         | 1 (1,6 %)                       |
| 4-2         | 1 (1,6 %)                       |
| 4-1         | 3 (4,7 %)                       |
| 3-3         | 2 (3,1 %)                       |
| 3-2         | 3 (4,7 %)                       |

| Score final | Nombre d'occurrences (et ratio) |
| ----------- | ------------------------------- |
| 3-1         | 3 (4,7 %)                       |
| 3-0         | 3 (4,7 %)                       |
| 2-2         | 1 (1,6 %)                       |
| 2-1         | 11 (17,2 %)                     |
| 2-0         | 12 (18,8 %)                     |
| 1-1         | 5 (7,8 %)                       |
| 1-0         | 10 (15,6 %)                     |
| 0-0         | 7 (10,9 %)                      |

| Score final | Nombre d'occurrences (et ratio) |
| ----------- | ------------------------------- |
| 7-0         | 1 (1,6 %)                       |
| 6-2         | 1 (1,6 %)                       |
| 6-1         | 1 (1,6 %)                       |
| 4-2         | 1 (1,6 %)                       |
| 4-1         | 3 (4,7 %)                       |
| 3-3         | 2 (3,1 %)                       |
| 3-2         | 3 (4,7 %)                       |

| Score final | Nombre d'occurrences (et ratio) |
| ----------- | ------------------------------- |
| 3-1         | 3 (4,7 %)                       |
| 3-0         | 3 (4,7 %)                       |
| 2-2         | 1 (1,6 %)                       |
| 2-1         | 11 (17,2 %)                     |
| 2-0         | 12 (18,8 %)                     |
| 1-1         | 5 (7,8 %)                       |
| 1-0         | 10 (15,6 %)                     |
| 0-0         | 7 (10,9 %)                      |

### Classement final
Le classement complet des 32 équipes ayant participé au tournoi prend en compte, en plus du stade de la compétition atteint, le nombre total de points obtenus, puis la différence de buts et enfin le nombre de buts inscrits. Le nombre de points est calculé de la même manière que pour le premier tour, à savoir en attribuant 3 points pour un match gagné, 1 point pour un match nul et 0 point pour une défaite.
| Place              | Équipe          | Matches | Victoires | Nuls | Défaites | BP | BC | Diff. |    |   | Class. FIFA avant CM (6 octobre) | Class. FIFA après CM (22 décembre) | Progression CM     |
| ------------------ | --------------- | ------- | --------- | ---- | -------- | -- | -- | ----- | -- | - | -------------------------------- | ---------------------------------- | ------------------ |
| Médaille d'or      | Argentine       | 7       | 4         | 2    | 1        | 15 | 8  | +7    | 17 | 0 | 3                                | 2                                  | Vainqueur          |
| Médaille d'argent  | France          | 7       | 5         | 1    | 1        | 16 | 8  | +8    | 8  | 0 | 4                                | 3                                  | Finaliste (2e)     |
| Médaille de bronze | Croatie         | 7       | 2         | 4    | 1        | 8  | 7  | +1    | 7  | 0 | 12                               | 7                                  | 3e                 |
| 4                  | Maroc           | 7       | 3         | 2    | 2        | 6  | 5  | +1    | 7  | 1 | 22                               | 11                                 | 4e                 |
| 5                  | Pays-Bas        | 5       | 3         | 2    | 0        | 10 | 4  | +6    | 12 | 1 | 8                                | 6                                  | Quart de finale    |
| 6                  | Angleterre      | 5       | 3         | 1    | 1        | 13 | 4  | +9    | 1  | 0 | 5                                | 5                                  | Quart de finale    |
| 7                  | Brésil          | 5       | 3         | 1    | 1        | 8  | 3  | +5    | 6  | 0 | 1                                | 1                                  | Quart de finale    |
| 8                  | Portugal        | 5       | 3         | 0    | 2        | 12 | 6  | +6    | 6  | 0 | 9                                | 9                                  | Quart de finale    |
| 9                  | Japon           | 4       | 2         | 1    | 1        | 5  | 4  | +1    | 6  | 0 | 24                               | 20                                 | Huitième de finale |
| 10                 | Sénégal         | 4       | 2         | 0    | 2        | 5  | 7  | -2    | 7  | 0 | 18                               | 19                                 | Huitième de finale |
| 11                 | Australie       | 4       | 2         | 0    | 2        | 4  | 6  | -2    | 7  | 0 | 38                               | 27                                 | Huitième de finale |
| 12                 | Suisse          | 4       | 2         | 0    | 2        | 5  | 9  | -4    | 9  | 0 | 15                               | 12                                 | Huitième de finale |
| 13                 | Espagne         | 4       | 1         | 2    | 1        | 9  | 3  | +6    | 2  | 0 | 7                                | 10                                 | Huitième de finale |
| 14                 | États-Unis      | 4       | 1         | 2    | 1        | 3  | 4  | -1    | 5  | 0 | 16                               | 13                                 | Huitième de finale |
| 15                 | Pologne         | 4       | 1         | 1    | 2        | 3  | 5  | -2    | 7  | 0 | 26                               | 22                                 | Huitième de finale |
| 16                 | Corée du Sud    | 4       | 1         | 1    | 2        | 5  | 8  | -3    | 6  | 0 | 28                               | 25                                 | Huitième de finale |
| 17                 | Allemagne       | 3       | 1         | 1    | 1        | 6  | 5  | +1    | 3  | 0 | 11                               | 14                                 | Premier tour       |
| 18                 | Équateur        | 3       | 1         | 1    | 1        | 4  | 3  | +1    | 3  | 0 | 44                               | 41                                 | Premier tour       |
| 19                 | Cameroun        | 3       | 1         | 1    | 1        | 4  | 4  | 0     | 8  | 1 | 43                               | 33                                 | Premier tour       |
| 20                 | Uruguay         | 3       | 1         | 1    | 1        | 2  | 2  | 0     | 4  | 0 | 14                               | 16                                 | Premier tour       |
| 21                 | Tunisie         | 3       | 1         | 1    | 1        | 1  | 1  | 0     | 5  | 0 | 30                               | 30                                 | Premier tour       |
| 22                 | Mexique         | 3       | 1         | 1    | 1        | 2  | 3  | -1    | 7  | 0 | 13                               | 15                                 | Premier tour       |
| 23                 | Belgique        | 3       | 1         | 1    | 1        | 1  | 2  | -1    | 5  | 0 | 2                                | 4                                  | Premier tour       |
| 24                 | Ghana           | 3       | 1         | 0    | 2        | 5  | 7  | -2    | 7  | 0 | 61                               | 58                                 | Premier tour       |
| 25                 | Arabie saoudite | 3       | 1         | 0    | 2        | 3  | 5  | -2    | 15 | 0 | 51                               | 49                                 | Premier tour       |
| 26                 | Iran            | 3       | 1         | 0    | 2        | 4  | 7  | -3    | 7  | 0 | 20                               | 24                                 | Premier tour       |
| 27                 | Costa Rica      | 3       | 1         | 0    | 2        | 3  | 11 | -8    | 6  | 0 | 31                               | 32                                 | Premier tour       |
| 28                 | Danemark        | 3       | 0         | 1    | 2        | 1  | 3  | -2    | 5  | 0 | 10                               | 18                                 | Premier tour       |
| 29                 | Serbie          | 3       | 0         | 1    | 2        | 5  | 8  | -3    | 12 | 0 | 21                               | 29                                 | Premier tour       |
| 30                 | Pays de Galles  | 3       | 0         | 1    | 2        | 1  | 6  | -5    | 5  | 1 | 19                               | 28                                 | Premier tour       |
| 31                 | Canada          | 3       | 0         | 0    | 3        | 2  | 7  | -5    | 8  | 0 | 41                               | 53                                 | Premier tour       |
| 32                 | Qatar           | 3       | 0         | 0    | 3        | 1  | 7  | -6    | 7  | 0 | 50                               | 60                                 | Premier tour       |

## Statistiques par joueur

### Ballon d'or du meilleur joueur
Le Ballon d'or Adidas est la récompense attribuée au meilleur joueur de la Coupe du monde 2022. Les deuxième et troisième joueurs reçoivent respectivement les Ballons d'argent et de bronze.
| Place              | Joueur        |
| ------------------ | ------------- |
| Médaille d'or      | Lionel Messi  |
| Médaille d'argent  | Kylian Mbappé |
| Médaille de bronze | Luka Modrić   |

### Soulier d'or du meilleur buteur
Le Soulier d'or est attribué au meilleur buteur de la compétition. Deux joueurs ou plus à égalité à la fin de la compétition sont départagés au nombre de passes décisives et s’ils sont toujours ex æquo, c’est le joueur ayant passé le moins de temps sur le terrain qui reçoit la récompense. Le nombre de matchs joués et de penaltys sont donnés à titre d’information. La colonne « penaltys » indique les penaltys transformés en cours de match et exclut donc ceux éventuellement réussis lors d'une séance de tirs au but. Le trophée représente une chaussure de football de couleur dorée.
| Place              | Joueur          | Buts marqués | Passes décisives | Temps de jeu (minutes) | Nombre de matchs | Penalty |
| ------------------ | --------------- | ------------ | ---------------- | ---------------------- | ---------------- | ------- |
| Médaille d'or      | Kylian Mbappé   | 8            | 2                | 597                    | 7                | 2       |
| Médaille d'argent  | Lionel Messi    | 7            | 3                | 690                    | 7                | 4       |
| Médaille de bronze | Olivier Giroud  | 4            | 0                | 424                    | 6                | 0       |
| 4                  | Julián Álvarez  | 4            | 0                | 467                    | 7                | 0       |
| 5                  | Gonçalo Ramos   | 3            | 1                | 153                    | 4                | 0       |
| 6                  | Alvaro Morata   | 3            | 1                | 183                    | 4                | 0       |
| 7                  | Marcus Rashford | 3            | 0                | 137                    | 5                | 0       |
| 8                  | Enner Valencia  | 3            | 0                | 257                    | 3                | 1       |
| 9                  | Bukayo Saka     | 3            | 0                | 292                    | 4                | 0       |
| 10                 | Richarlison     | 3            | 0                | 326                    | 4                | 0       |

### Liste des buteurs
| 8 buts - Kylian Mbappé (dont 2 penaltys) 7 buts - Lionel Messi (dont 4 penaltys) 4 buts - Olivier Giroud - Julián Álvarez 3 buts - Marcus Rashford - Bukayo Saka - Richarlison - Álvaro Morata - Enner Valencia (dont 1 penalty) - Cody Gakpo - Gonçalo Ramos 2 buts - Niclas Füllkrug - Kai Havertz - Harry Kane (dont 1 penalty) - Nahuel Molina - Salem Al-Dawsari - Vincent Aboubakar - Cho Gue-sung - Andrej Kramarić - Ferran Torres (dont 1 penalty) - Mohammed Kudus - Mehdi Taremi (dont 1 penalty) - Ritsu Doan - Youssef En-Nesyri - Wout Weghorst - Robert Lewandowski (dont 1 penalty) - Bruno Fernandes (dont 1 penalty) - Rafael Leão - Sergej Milinković-Savić - Aleksandar Mitrović - Breel Embolo - Giorgian De Arrascaeta | 1 but - İlkay Gündoğan (sur penalty) - Serge Gnabry - Jude Bellingham - Phil Foden - Jack Grealish - Jordan Henderson - Raheem Sterling - Saleh Al-Shehri - Alexis Mac Allister - Ángel Di María - Enzo Fernández - Mitchell Duke - Craig Goodwin - Mathew Leckie - Michy Batshuayi - Casemiro - Vinicius Jr. - Neymar (sur penalty) - Lucas Paquetá - Jean-Charles Castelletto - Eric Maxim Choupo-Moting - Alphonso Davies - Kim Young-gwon - Hwang Hee-chan - Paik Seung-ho - Keysher Fuller - Yeltsin Tejeda - Juan Vargas - Lovro Majer - Marko Livaja - Ivan Perišić - Joško Gvardiol - Mislav Oršić - Moisés Caicedo - Marco Asensio - Gavi - Álvaro Morata - Dani Olmo - Carlos Soler - Andreas Christensen - Timothy Weah - Christian Pulisic | - Adrien Rabiot - Aurélien Tchouaméni - Théo Hernandez - Randal Kolo Muani - André Ayew - Osman Bukari - Mohammed Salisu - Rouzbeh Cheshmi - Ramin Rezaeian - Takuma Asano - Ao Tanaka - Daizen Maeda - Achraf Dari - Zakaria Aboukhlal - Romain Saïss - Hakim Ziyech - Henry Martin - Luis Chávez - Frenkie de Jong - Davy Klaassen - Memphis Depay - Daley Blind - Gareth Bale (sur penalty) - Piotr Zielinski - João Félix - Ricardo Horta - Cristiano Ronaldo (sur penalty) - Raphaël Guerreiro - Pepe - Mohammed Muntari - Boulaye Dia - Famara Diédhiou - Bamba Dieng - Kalidou Koulibaly - Ismaïla Sarr (sur penalty) - Strahinja Pavlović - Dušan Vlahović - Wahbi Khazri - Remo Freuler - Xherdan Shaqiri - Manuel Akanji |

Contre son camp  (csc)
- Nayef Aguerd (but pour le Canada)
- Enzo Fernández (but pour l'Australie)

### Buteurs par équipe
| Équipe          | Joueur                        | Buts                  | Buts                 | Total    | Total    | Statistiques | Statistiques |
| Équipe          | Joueur                        | Premier tour          | Phase finale         | Joueur   | Équipe   | Nb de matchs | Ratio        |
| --------------- | ----------------------------- | --------------------- | -------------------- | -------- | -------- | ------------ | ------------ |
| Allemagne       | Niclas Füllkrug               | 2                     |                      | 2        | 6 buts   | 3 matchs     | 2 buts       |
| Allemagne       | Kai Havertz                   | 2                     | 2                    |          | 6 buts   | 3 matchs     | 2 buts       |
| Allemagne       | Serge Gnabry                  | 1                     | 1                    |          | 6 buts   | 3 matchs     | 2 buts       |
| Allemagne       | İlkay Gündoğan                | 1                     | 1                    |          | 6 buts   | 3 matchs     | 2 buts       |
| Angleterre      | Marcus Rashford               | 3                     | -                    | 3        | 13 buts  | 5 matchs     | 2,6 buts     |
| Angleterre      | Bukayo Saka                   | 2                     | 1                    | 3        | 13 buts  | 5 matchs     | 2,6 buts     |
| Angleterre      | Harry Kane                    | -                     | 2                    | 2        | 13 buts  | 5 matchs     | 2,6 buts     |
| Angleterre      | Jude Bellingham               | 1                     | -                    | 1        | 13 buts  | 5 matchs     | 2,6 buts     |
| Angleterre      | Phil Foden                    | 1                     | -                    | 1        | 13 buts  | 5 matchs     | 2,6 buts     |
| Angleterre      | Jack Grealish                 | 1                     | -                    | 1        | 13 buts  | 5 matchs     | 2,6 buts     |
| Angleterre      | Jordan Henderson              | -                     | 1                    | 1        | 13 buts  | 5 matchs     | 2,6 buts     |
| Angleterre      | Raheem Sterling               | 1                     | -                    | 1        | 13 buts  | 5 matchs     | 2,6 buts     |
| Arabie saoudite | Salem Al-Dawsari              | 2                     |                      | 2        | 3 buts   | 3 matchs     | 1 but        |
| Arabie saoudite | Saleh Al-Shehri               | 1                     | 1                    |          | 3 buts   | 3 matchs     | 1 but        |
| Argentine       | Lionel Messi                  | 2                     | 5                    | 7        | 15 buts  | 7 matchs     | 2,14 buts    |
| Argentine       | Julián Álvarez                | 1                     | 3                    | 4        | 15 buts  | 7 matchs     | 2,14 buts    |
| Argentine       | Ángel Di María                | -                     | 1                    | 1        | 15 buts  | 7 matchs     | 2,14 buts    |
| Argentine       | Enzo Fernández                | 1                     | -                    | 1        | 15 buts  | 7 matchs     | 2,14 buts    |
| Argentine       | Alexis Mac Allister           | 1                     | -                    | 1        | 15 buts  | 7 matchs     | 2,14 buts    |
| Argentine       | Nahuel Molina                 | -                     | 1                    | 1        | 15 buts  | 7 matchs     | 2,14 buts    |
| Australie       | Mitchell Duke                 | 1                     | -                    | 1        | 4 buts   | 4 matchs     | 1 but        |
| Australie       | Craig Goodwin                 | 1                     | -                    | 1        | 4 buts   | 4 matchs     | 1 but        |
| Australie       | Mathew Leckie                 | 1                     | -                    | 1        | 4 buts   | 4 matchs     | 1 but        |
| Australie       | CSC - Enzo Fernández          | -                     | 1                    | 1        | 4 buts   | 4 matchs     | 1 but        |
| Belgique        | Michy Batshuayi               | 1                     |                      | 1        | 1 but    | 3 matchs     | 0,33 but     |
| Brésil          | Richarlison                   | 2                     | 1                    | 3        | 8 buts   | 5 matchs     | 1,60 buts    |
| Brésil          | Neymar                        | -                     | 2                    | 2        | 8 buts   | 5 matchs     | 1,60 buts    |
| Brésil          | Casemiro                      | 1                     | -                    | 1        | 8 buts   | 5 matchs     | 1,60 buts    |
| Brésil          | Lucas Paquetá                 | -                     | 1                    | 1        | 8 buts   | 5 matchs     | 1,60 buts    |
| Brésil          | Vinicius Jr.                  | -                     | 1                    | 1        | 8 buts   | 5 matchs     | 1,60 buts    |
| Cameroun        | Vincent Aboubakar             | 2                     |                      | 2        | 4 buts   | 3 matchs     | 1,33 but     |
| Cameroun        | Eric Maxim Choupo-Moting      | 1                     | 1                    |          | 4 buts   | 3 matchs     | 1,33 but     |
| Cameroun        | Jean-Charles Castelletto      | 1                     | 1                    |          | 4 buts   | 3 matchs     | 1,33 but     |
| Canada          | Alphonso Davies               | 1                     |                      | 1        | 2 buts   | 3 matchs     | 0,66 but     |
| Canada          | CSC - Nayef Aguerd            | 1                     | 1                    |          | 2 buts   | 3 matchs     | 0,66 but     |
| Corée du Sud    | Cho Gue-sung                  | 2                     | -                    | 2        | 5 buts   | 4 matchs     | 1,25 but     |
| Corée du Sud    | Hwang Hee-chan                | 1                     | -                    | 1        | 5 buts   | 4 matchs     | 1,25 but     |
| Corée du Sud    | Kim Young-gwon                | 1                     | -                    | 1        | 5 buts   | 4 matchs     | 1,25 but     |
| Corée du Sud    | Paik Seung-ho                 | -                     | 1                    | 1        | 5 buts   | 4 matchs     | 1,25 but     |
| Costa Rica      | Keysher Fuller                | 1                     |                      | 1        | 3 buts   | 3 matchs     | 1 but        |
| Costa Rica      | Yeltsin Tejeda                | 1                     | 1                    |          | 3 buts   | 3 matchs     | 1 but        |
| Costa Rica      | Juan Vargas                   | 1                     | 1                    |          | 3 buts   | 3 matchs     | 1 but        |
| Croatie         | Andrej Kramarić               | 2                     | -                    | 2        | 8 buts   | 7 matchs     | 1,14 but     |
| Croatie         | Joško Gvardiol                | -                     | 1                    | 1        | 8 buts   | 7 matchs     | 1,14 but     |
| Croatie         | Marko Livaja                  | 1                     | -                    | 1        | 8 buts   | 7 matchs     | 1,14 but     |
| Croatie         | Lovro Majer                   | 1                     | -                    | 1        | 8 buts   | 7 matchs     | 1,14 but     |
| Croatie         | Mislav Oršić                  | -                     | 1                    | 1        | 8 buts   | 7 matchs     | 1,14 but     |
| Croatie         | Ivan Perišić                  | -                     | 1                    | 1        | 8 buts   | 7 matchs     | 1,14 but     |
| Croatie         | Bruno Petković                | -                     | 1                    | 1        | 8 buts   | 7 matchs     | 1,14 but     |
| Danemark        | Andreas Christensen           | 1                     |                      | 1        | 1 but    | 3 matchs     | 0,33 but     |
| Équateur        | Enner Valencia                | 3                     |                      | 3        | 4 buts   | 3 matchs     | 1,33 but     |
| Équateur        | Moisés Caicedo                | 1                     | 1                    |          | 4 buts   | 3 matchs     | 1,33 but     |
| Espagne         | Álvaro Morata                 | 3                     | -                    | 3        | 9 buts   | 4 matchs     | 2,25 buts    |
| Espagne         | Ferran Torres                 | 2                     | -                    | 2        | 9 buts   | 4 matchs     | 2,25 buts    |
| Espagne         | Marco Asensio                 | 1                     | -                    | 1        | 9 buts   | 4 matchs     | 2,25 buts    |
| Espagne         | Gavi                          | 1                     | -                    | 1        | 9 buts   | 4 matchs     | 2,25 buts    |
| Espagne         | Dani Olmo                     | 1                     | -                    | 1        | 9 buts   | 4 matchs     | 2,25 buts    |
| Espagne         | Carlos Soler                  | 1                     | -                    | 1        | 9 buts   | 4 matchs     | 2,25 buts    |
| États-Unis      | Christian Pulisic             | 1                     | -                    | 1        | 3 buts   | 4 matchs     | 0,75 but     |
| États-Unis      | Timothy Weah                  | 1                     | -                    | 1        | 3 buts   | 4 matchs     | 0,75 but     |
| États-Unis      | Haji Wright                   | -                     | 1                    | 1        | 3 buts   | 4 matchs     | 0,75 but     |
| France          | Kylian Mbappé                 | 3                     | 5                    | 8        | 16 buts  | 7 matchs     | 2,28 buts    |
| France          | Olivier Giroud                | 2                     | 2                    | 4        | 16 buts  | 7 matchs     | 2,28 buts    |
| France          | Théo Hernandez                | -                     | 1                    | 1        | 16 buts  | 7 matchs     | 2,28 buts    |
| France          | Randal Kolo Muani             | -                     | 1                    | 1        | 16 buts  | 7 matchs     | 2,28 buts    |
| France          | Adrien Rabiot                 | 1                     | -                    | 1        | 16 buts  | 7 matchs     | 2,28 buts    |
| France          | Aurélien Tchouaméni           | -                     | 1                    | 1        | 16 buts  | 7 matchs     | 2,28 buts    |
| Ghana           | Mohammed Kudus                | 2                     |                      | 2        | 5 buts   | 3 matchs     | 1,6 but      |
| Ghana           | André Ayew                    | 1                     | 1                    |          | 5 buts   | 3 matchs     | 1,6 but      |
| Ghana           | Osman Bukari                  | 1                     | 1                    |          | 5 buts   | 3 matchs     | 1,6 but      |
| Ghana           | Mohammed Salisu               | 1                     | 1                    |          | 5 buts   | 3 matchs     | 1,6 but      |
| Iran            | Mehdi Taremi                  | 2                     |                      | 2        | 4 buts   | 3 matchs     | 1,33 but     |
| Iran            | Rouzbeh Cheshmi               | 1                     | 1                    |          | 4 buts   | 3 matchs     | 1,33 but     |
| Iran            | Ramin Rezaeian                | 1                     | 1                    |          | 4 buts   | 3 matchs     | 1,33 but     |
| Japon           | Ritsu Doan                    | 2                     | -                    | 2        | 4 buts   | 4 matchs     | 1 but        |
| Japon           | Takuma Asano                  | 1                     | -                    | 1        | 4 buts   | 4 matchs     | 1 but        |
| Japon           | Ao Tanaka                     | -                     | 1                    | 1        | 4 buts   | 4 matchs     | 1 but        |
| Maroc           | Youssef En-Nesyri             | 1                     | 1                    | 2        | 6 buts   | 7 matchs     | 0,85 but     |
| Maroc           | Zakaria Aboukhlal             | 1                     | -                    | 1        | 6 buts   | 7 matchs     | 0,85 but     |
| Maroc           | Achraf Dari                   | -                     | 1                    | 1        | 6 buts   | 7 matchs     | 0,85 but     |
| Maroc           | Abdelhamid Sabiri             | 1                     | -                    | 1        | 6 buts   | 7 matchs     | 0,85 but     |
| Maroc           | Hakim Ziyech                  | 1                     | -                    | 1        | 6 buts   | 7 matchs     | 0,85 but     |
| Mexique         | Luis Chávez                   | 1                     |                      | 1        | 2 buts   | 3 matchs     | 0,67 but     |
| Mexique         | Henry Martín                  | 1                     | 1                    |          | 2 buts   | 3 matchs     | 0,67 but     |
| Pays-Bas        | Cody Gakpo                    | 3                     | -                    | 3        | 10 buts  | 5 matchs     | 2 buts       |
| Pays-Bas        | Wout Weghorst                 | -                     | 2                    | 2        | 10 buts  | 5 matchs     | 2 buts       |
| Pays-Bas        | Daley Blind                   | -                     | 1                    | 1        | 10 buts  | 5 matchs     | 2 buts       |
| Pays-Bas        | Frenkie de Jong               | 1                     | -                    | 1        | 10 buts  | 5 matchs     | 2 buts       |
| Pays-Bas        | Memphis Depay                 | -                     | 1                    | 1        | 10 buts  | 5 matchs     | 2 buts       |
| Pays-Bas        | Denzel Dumfries               | -                     | 1                    | 1        | 10 buts  | 5 matchs     | 2 buts       |
| Pays-Bas        | Davy Klaassen                 | 1                     | -                    | 1        | 10 buts  | 5 matchs     | 2 buts       |
| Pays de Galles  | Gareth Bale                   | 1                     |                      | 1        | 1 but    | 3 matchs     | 0,33 but     |
| Pologne         | Robert Lewandowski            | 1                     | 1                    | 2        | 3 buts   | 4 matchs     | 0,75 but     |
| Pologne         | Piotr Zieliński               | 1                     | -                    | 1        | 3 buts   | 4 matchs     | 0,75 but     |
| Portugal        | Gonçalo Ramos                 | -                     | 3                    | 3        | 12 buts  | 5 matchs     | 2,40 buts    |
| Portugal        | Bruno Fernandes               | 2                     | -                    | 2        | 12 buts  | 5 matchs     | 2,40 buts    |
| Portugal        | Rafael Leão                   | 1                     | 1                    | 2        | 12 buts  | 5 matchs     | 2,40 buts    |
| Portugal        | João Félix                    | 1                     | -                    | 1        | 12 buts  | 5 matchs     | 2,40 buts    |
| Portugal        | Raphaël Guerreiro             | -                     | 1                    | 1        | 12 buts  | 5 matchs     | 2,40 buts    |
| Portugal        | Ricardo Horta                 | 1                     | -                    | 1        | 12 buts  | 5 matchs     | 2,40 buts    |
| Portugal        | Cristiano Ronaldo             | 1                     | -                    | 1        | 12 buts  | 5 matchs     | 2,40 buts    |
| Portugal        | Pepe                          | -                     | 1                    | 1        | 12 buts  | 5 matchs     | 2,40 buts    |
| Qatar           | Mohammed Muntari              | 1                     |                      | 1        | 1 but    | 3 matchs     | 0,33 but     |
| Sénégal         | Boulaye Dia                   | 1                     | -                    | 1        | 5 buts   | 4 matchs     | 1,25 but     |
| Sénégal         | Famara Diédhiou               | 1                     | -                    | 1        | 5 buts   | 4 matchs     | 1,25 but     |
| Sénégal         | Bamba Dieng                   | 1                     | -                    | 1        | 5 buts   | 4 matchs     | 1,25 but     |
| Sénégal         | Kalidou Koulibaly             | 1                     | -                    | 1        | 5 buts   | 4 matchs     | 1,25 but     |
| Sénégal         | Ismaïla Sarr                  | 1                     | -                    | 1        | 5 buts   | 4 matchs     | 1,25 but     |
| Serbie          | Aleksandar Mitrović           | 2                     |                      | 2        | 6 buts   | 3 matchs     | 2 buts       |
| Serbie          | Dušan Vlahović                | 2                     | 2                    |          | 6 buts   | 3 matchs     | 2 buts       |
| Serbie          | Sergej Milinković-Savić       | 1                     | 1                    |          | 6 buts   | 3 matchs     | 2 buts       |
| Serbie          | Strahinja Pavlović            | 1                     | 1                    |          | 6 buts   | 3 matchs     | 2 buts       |
| Suisse          | Breel Embolo                  | 2                     | -                    | 2        | 5 buts   | 4 matchs     | 1,25 but     |
| Suisse          | Manuel Akanji                 | -                     | 1                    | 1        | 5 buts   | 4 matchs     | 1,25 but     |
| Suisse          | Remo Freuler                  | 1                     | -                    | 1        | 5 buts   | 4 matchs     | 1,25 but     |
| Suisse          | Xherdan Shaqiri               | 1                     | -                    | 1        | 5 buts   | 4 matchs     | 1,25 but     |
| Tunisie         | Wahbi Khazri                  | 1                     |                      | 1        | 1 but    | 3 matchs     | 0,33 but     |
| Uruguay         | Giorgian De Arrascaeta        | 2                     |                      | 2        | 2 buts   | 3 matchs     | 0,66 but     |
| TOTAL           |                               |                       |                      |          |          |              |              |
| 32 équipes      | 117 buteurs (+ 2 buteurs CSC) | 120 buts (dont 1 CSC) | 52 buts (dont 1 CSC) | 172 buts | 172 buts | 64 matchs    | 2,69 buts    |

### Liste des passeurs
| 3 passes décisives - Harry Kane - Bruno Fernandes - Antoine Griezmann - Lionel Messi - Ivan Perišić 2 passes décisives - Phil Foden - Vinícius Júnior - Jordi Alba - Ousmane Dembélé - Théo Hernandez - Kylian Mbappé - Marcus Thuram - Denzel Dumfries - Davy Klaassen - Diogo Dalot - João Félix - Raphaël Guerreiro - Dušan Tadić - Andrija Živković | 1 passe décisive - Jamal Musiala - David Raum - Jude Bellingham - Harry Maguire - Kalvin Phillips - Luke Shaw - Raheem Sterling - Callum Wilson - Firas Al-Buraikan - Hattan Bahebri - Ángel Di María - Enzo Fernández - Nahuel Molina - Nicolás Otamendi - Alexis Mac Allister - Mathew Leckie - Riley McGree - Toby Alderweireld - Rodrygo - Thiago Silva - Vincent Aboubakar - Jean-Charles Castelletto - Nicolas Nkoulou | - Tajon Buchanan - Kim Jin-su - Lee Kang-in - Son Heung-min - Yeltsin Tejeda - Josip Juranović - Mislav Oršić - Marko Livaja - Joachim Andersen - Ángelo Preciado - Félix Torres - César Azpilicueta - Gavi - Álvaro Morata - Dani Olmo - Sergiño Dest - Christian Pulisic - Adrien Rabiot - Jordan Ayew - Iñaki Williams - Ali Gholizadeh | - Mehdi Taremi - Ko Itakura - Maya Yoshida - Achraf Hakimi - Abdelhamid Sabiri - Hakim Ziyech - Yahya Attiatallah - Daley Blind - Frenkie de Jong - Teun Koopmeiners - Steven Berghuis - Robert Lewandowski - Gonçalo Ramos - Ismaeel Mohammad - Ismail Jakobs - Iliman Ndiaye - Xherdan Shaqiri - Djibril Sow - Ruben Vargas - Silvan Widmer - Aïssa Laïdouni - Luis Suárez |

### Joueurs élus homme du match
Chaque « homme du match » est élu par les spectateurs via un vote organisé sur le site de la FIFA. Les votes sont ouverts de la 60e à la 88e minute, ou jusqu'à la 118e minute en cas de prolongation. Un trophée, sponsorisé par Budweiser, est décerné au joueur ayant reçu le plus de voix.
Source : FIFA : « Player of the Match »
5 fois
- Lionel Messi

3 fois
- Kylian Mbappé

2 fois
| - Dominik Livaković - Luka Modrić - Christian Pulisic - Yassine Bounou |

1 fois
| - Kai Havertz - Harry Kane - Marcus Rashford - Bukayo Saka - Mohammed Al-Owais - Alexis Mac Allister - Mitchell Duke - Mathew Leckie - Kevin De Bruyne - Casemiro - Neymar - Richarlison - Vincent Aboubakar - Devis Epassy - Hwang Hee-chan - Andrej Kramarić | - Keysher Fuller - Enner Valencia - Gavi - Álvaro Morata - Olivier Giroud - Antoine Griezmann - Mohammed Kudus - Rouzbeh Cheshmi - Shūichi Gonda - Ao Tanaka - Achraf Hakimi - Hakim Ziyech - Luis Chávez - Guillermo Ochoa - Frenkie de Jong - Denzel Dumfries | - Cody Gakpo - Davy Klaassen - Gareth Bale - Robert Lewandowski - Bruno Fernandes - Gonçalo Ramos - Cristiano Ronaldo - Boulaye Dia - Kalidou Koulibaly - Yann Sommer - Granit Xhaka - Wahbi Khazri - Aïssa Laïdouni - Giorgian De Arrascaeta - Federico Valverde |

### Discipline
Si un joueur ou un membre de l'encadrement d'une équipe reçoit deux avertissements lors de deux matches différents, il est automatiquement suspendu pour le match suivant. Mais pour éviter qu'un joueur ne manque la finale pour avoir écopé en demi-finale de son deuxième carton jaune du tournoi, les compteurs sont remis à zéro après les quarts de finale.
Si un joueur reçoit un carton rouge, il est automatiquement suspendu pour le match suivant.
La commission peut alourdir ces sanctions.

#### Joueurs avertis
| 1 carton rouge - Wayne Hennessey - Paulo Bento (sélectionneur de la Corée du Sud) - Vincent Aboubakar | - Denzel Dumfries - Walid Cheddira - Mario Mandžukić (assistant du sélectionneur de la Croatie) |

| 2 cartons jaunes - Jackson Irvine - Miloš Degenek - Marcos Acuña - Gonzalo Montiel - Abdulellah Al-Malki - Abdulelah Al-Amri (en) - Amadou Onana | - Collins Fai - Francisco Calvo - Jhegson Méndez - Aymeric Laporte - Alireza Jahanbakhsh - Ko Itakura | - Jung Woo-young - Idrissa Gueye - Fabian Schär - Strahinja Pavlović - Nikola Milenković - Matty Cash |

| 1 carton jaune - Thilo Kehrer - Leon Goretzka - Joshua Kimmich - Harry Maguire - Hattan Bahebri - Abdullah Madu - Ali Al-Bulaihi - Ali al-Hassan - Hassan Al-Tambakti - Mohammed Al-Owais - Nawaf al-Abed - Salem Al-Dawsari - Saleh Al-Shehri - Saud Abdulhamid - Gonzalo Montiel - Leandro Paredes - Lionel Messi - Germán Pezzella - Nicolás Otamendi - Lisandro Martínez - Cristian Romero - Aziz Behich - Miloš Degenek - Mitchell Duke - Jackson Irvine - Aaron Mooy - Yannick Carrasco - Leander Dendoncker - Thomas Meunier - Fred - Bruno Guimarães - Éder Militão - Danilo - Casemiro - Marquinhos - Christian Bassogog - Pierre Kunde - Nouhou Tolo - Nicolas Nkoulou - Sam Adekugbe - Tajon Buchanan - Alphonso Davies - Junior Hoilett - Alistair Johnston - Kamal Miller - Jonathan Osorio - Steven Vitória - Cho Gue-sung - Kim Young-gwon | - Jung Woo-young - Lee Kang-in - Hwang Hee-chan - Celso Borges - Joel Campbell - Anthony Contreras - Óscar Duarte - Dejan Lovren - Luka Modrić - Marcelo Brozović - Bruno Petkovic - Mateo Kovačić - Dominik Livaković - Andreas Christensen - Andreas Cornelius - Mathias Jensen - Rasmus Nissen Kristensen - Robert Skov - Moisés Caicedo - Kellyn Acosta - Tyler Adams - Sergiño Dest - Weston McKennie - Tim Ream - Jules Koundé - Aurélien Tchouaméni - Antoine Griezmann - Ousmane Dembélé - Théo Hernandez - Olivier Giroud - André Ayew - Mohammed Kudus - Alidu Seidu - Iñaki Williams - Daniel Amartey - Tariq Lamptey - Abolfazl Jalali (en) - Hossein Kanaani (en) - Majid Hosseini - Morteza Pouraliganji - Ramin Rezaeian - Wataru Endō - Miki Yamane - Shōgo Taniguchi - Maya Yoshida - Sofyan Amrabat - Abdelhamid Sabiri - Sofiane Boufal - Edson Álvarez | - Érick Gutiérrez - Héctor Herrera - Héctor Moreno - Jorge Sánchez - Néstor Araujo - Roberto Alvarado - Nathan Aké - Jurriën Timber - Wout Weghorst - Matthijs de Ligt - Memphis Depay - Steven Berghuis - Steven Bergwijn - Noa Lang - Gareth Bale - Daniel James - Chris Mepham - Aaron Ramsey - Joe Rodon - Arkadiusz Milik - Grzegorz Krychowiak - Jakub Kiwior - Matty Cash - Przemysław Frankowski - Bartosz Bereszyński - Rúben Dias - João Félix - Rúben Neves - Danilo Pereira - Bruno Fernandes - Saad Al-Sheeb - Almoez Ali - Karim Boudiaf - Akram Afif - Homam Ahmed - Ismaeel Mohammad - Assim Madibo - Nico Elvedi - Manuel Akanji - Fabian Rieder - Silvan Widmer - Ruben Vargas - Granit Xhaka - Nemanja Gudelj - Luka Jović - Saša Lukić - Sergej Milinković-Savić | - Predrag Rajković - Aleksandar Mitrović - Nemanja Gudelj - Nampalys Mendy - Ismail Jakobs - Boulaye Dia - Pathé Ciss - Kalidou Koulibaly - Ali Abdi - Wajdi Kechrida - Taha Yassine Khenissi - Aïssa Laïdouni - Ferjani Sassi - Rodrigo Bentancur - Martín Cáceres - Mathías Olivera - Darwin Núñez - José María Giménez - Edinson Cavani |

### Équipes-types
Cette année, la FIFA en elle-même n’a pas délivré d’équipe-type pour la compétition. Cependant, de nombreux médias sportifs ont donné la leur. 
L'équipe-type ci-dessous, est donc composé des joueurs les plus cités par les radios, journaux et chaînes :   
| Gardien           | Défenseurs                                                        | Milieux                                            | Attaquants                                      |
| Emiliano Martínez | - Théo Hernandez Dayot Upamecano - Joško Gvardiol - Achraf Hakimi | - Antoine Griezmann - Luka Modrić - Enzo Fernández | - Kylian Mbappé - Olivier Giroud - Lionel Messi |

## Affluences

### Stades
| Stade                          | Ville     | Capacité  | Matchs joués | Nombre de spectateurs | Moyenne affluences par match | Taux de remplissage moyen par match | Buts marqués | Moyenne de buts marqués par match |
| ------------------------------ | --------- | --------- | ------------ | --------------------- | ---------------------------- | ----------------------------------- | ------------ | --------------------------------- |
| Stade Ahmad-ben-Ali            | Al Rayyan | 45 032    | 7            | 299 517               | 42 788                       | 95,02%                              | 12           | 1,71                              |
| Stade Al-Bayt                  | Al-Khor   | 68 895    | 8            | 532 855               | 66 606                       | 96,67%                              | 18           | 2,25                              |
| Stade Al-Janoub                | Al Wakrah | 44 325    | 7            | 288 774               | 41 253                       | 93,07%                              | 18           | 2,57                              |
| Stade Al-Thumama               | Doha      | 44 400    | 8            | 337 685               | 42 210                       | 95,06%                              | 24           | 3,00                              |
| Stade Education City           | Al Rayyan | 44 667    | 8            | 349 114               | 43 639                       | 97,69%                              | 13           | 1,62                              |
| Stade international de Khalifa | Doha      | 45 857    | 7            | 311 415               | 44 488                       | 97,01%                              | 28           | 4,00                              |
| Stade de Lusail                | Lusail    | 88 966    | 8            | 696 675               | 87 084                       | 97,88%                              | 24           | 3,00                              |
| Stade 974                      | Doha      | 44 089    | 7            | 297 854               | 42 551                       | 96,51%                              | 21           | 3,00                              |
| Total                          | Total     | 3 523 229 | 60           | 3 113 889             | 51 610                       | 81,42%                              | 158          | 2,63                              |

### Rencontres
Le match Argentine-Mexique au stade Lusail a attiré 88 966 spectateurs, soit la plus grande foule à assister à un match de Coupe du monde depuis la Finale de la Coupe du monde de la FIFA 1994, 28 ans plus tôt, lorsque 91 194 personnes avaient assisté au match Brésil-Italie au stade Rose Bowl.
| N°                      | Affluence | Match                       | Stade de la Compétition | Stade           | Ville     | Date             | Ref.   |
| ----------------------- | --------- | --------------------------- | ----------------------- | --------------- | --------- | ---------------- | ------ |
| 1                       | 88 966    | Argentine - Mexique         | Phase de Groupes        | Stade de Lusail | Lusail    | 26 novembre 2022 | [ 8 ]  |
| 2                       | 88 668    | Portugal - Uruguay          | Phase de Groupes        | Stade de Lusail | Lusail    | 28 novembre 2022 | [ 9 ]  |
| 3                       | 88 235    | Pays-Bas - Argentine        | Quarts de finale        | Stade de Lusail | Lusail    | 9 décembre 2022  | [ 10 ] |
| 4                       | 88 103    | Brésil - Serbie             | Phase de Groupes        | Stade de Lusail | Lusail    | 22 novembre 2022 | [ 11 ] |
| 5                       | 88 012    | Argentine - Arabie saoudite | Phase de Groupes        | Stade de Lusail | Lusail    | 2 décembre 2022  | [ 12 ] |
| 6                       | 85 986    | Cameroun - Brésil           | Phase de Groupes        | Stade de Lusail | Lusail    | 30 novembre 2022 | [ 13 ] |
| 7                       | 84 985    | Arabie saoudite - Mexique   | Phase de Groupes        | Stade de Lusail | Lusail    | 6 décembre 2022  | [ 14 ] |
| 8                       | 83 720    | Portugal - Suisse           | Huitièmes de finale     | Stade de Lusail | Lusail    | 27 novembre 2022 | [ 15 ] |
| 9                       | 68 895    | Espagne - Allemagne         | Phase de Groupes        | Stade Al-Bayt   | Al-Khor   | 25 novembre 2022 | [ 16 ] |
| 9                       | 68 895    | Angleterre - France         | Quarts de finale        | Stade Al-Bayt   | Al-Khor   | 10 décembre 2022 | [ 17 ] |
| Affluence la plus basse | 39 089    | Suisse - Cameroun           | Phase de Groupes        | Stade Al-Janoub | Al Wakrah | 24 novembre 2022 | [ 18 ] |

#### Affluence record par stade
| Stade                          | Ville     | Affluence record | Match                                   | Stade de la Compétition           | Date             | Ref.   |
| ------------------------------ | --------- | ---------------- | --------------------------------------- | --------------------------------- | ---------------- | ------ |
| Stade Ahmad-ben-Ali            | Al Rayyan | 44 297           | Pays de Galles - Angleterre             | Phase de Groupes                  | 29 novembre 2022 | [ 19 ] |
| Stade Al-Bayt                  | Al-Khor   | 68 895           | Espagne - Allemagne Angleterre - France | Phase de Groupes Quarts de finale | 10 décembre 2022 | ,      |
| Stade Al-Janoub                | Al Wakrah | 43 443           | Ghana - Uruguay                         | Phase de Groupes                  | 2 décembre 2022  | [ 21 ] |
| Stade Al-Thumama               | Doha      | 44 198           | Maroc - Portugal                        | Quarts de finale                  | 10 décembre 2022 | [ 22 ] |
| Stade Education City           | Al Rayyan | 44 667           | Maroc - Espagne                         | Huitièmes de finale               | 6 décembre 2022  | [ 23 ] |
| Stade international de Khalifa | Doha      | 45 334           | Angleterre - Iran                       | Phase de Groupes                  | 21 novembre 2022 | [ 24 ] |
| Stade de Lusail                | Lusail    | 88 966           | Argentine - Mexique                     | Phase de Groupes                  | 26 novembre 2022 | [ 8 ]  |
| Stade 974                      | Doha      | 44 089           | Pologne - Argentine                     | Phase de Groupes                  | 30 novembre 2022 | [ 25 ] |

## Chiffres clés

### Équipes
- Les joueurs du Qatar et de l'Arabie saoudite évoluent tous dans leurs championnats respectifs[26]. A contrario, tous les joueurs de la sélection sénégalaise jouent à l'étranger.

- Avant la compétition, le Qatar (première participation) et le Canada (deuxième participation après le Mondial 1986), sont les deux seules équipes à n'avoir jamais marqué un but lors d'une Coupe du monde. Le Canadien Alphonso Davies et le Qatarien Mohammed Muntari, permettent à leur équipe d'ouvrir leur compteur de buts dans une Coupe du monde[27],[28].

- C'est la première fois depuis la Coupe du monde 1994, qu'aucune équipe ne termine le premier tour avec trois victoires (9 points)[29]. Les meilleurs premiers de groupe (Pays-Bas, Angleterre et Maroc), ont obtenu sept points (deux victoires et un match nul)[30],[31].

- Le Qatar, pays hôte, est éliminé dès la phase de poules : c'est seulement la seconde fois que cela se produit dans l'histoire de la Coupe du monde (l'Afrique du Sud en 2010). C'est également le premier pays organisateur à terminer avec zéro point (trois défaites en trois matchs)[32].

- Le Japon a battu l'Espagne malgré une possession de balle de 17,7 %, soit le plus faible pourcentage pour une équipe gagnant un match dans l'histoire de la Coupe du monde[33].

- Deux équipes ont franchi au cours du tournoi au Qatar la barre mythique des 100 buts marqués en phase finale de Coupe du monde (toutes éditions cumulées). D'abord l'Espagne, lors de sa victoire contre le Costa Rica (7-0) le 23 novembre, devient la sixième équipe a passer le cap. Puis, six jours plus tard, c'est au tour des Three Lions de devenir la septième équipe à atteindre la barre des 100 buts, en battant le Pays de Galles 3 à 0. À l'issue du mondial 2022, les équipes à plus de 100 buts sont : le Brésil (237 buts), l'Allemagne (232), l'Argentine (152), la France (136), l'Italie (128), l'Espagne (108) et l'Angleterre (104)[30].

- Pour la 1re fois depuis Angleterre — Argentine en 1998, un match de Coupe du monde, Suisse - Serbie 3-2, a vu les deux équipes inscrire au moins deux buts avant la pause[34].

- C’est la première fois que les cinq continents sont représentés en huitièmes de finale. L'AFC voit pour la première fois trois de ses représentants franchir le premier tour : Australie, Japon et Corée du Sud (elle avait deux sélections présentes au second tour en 2002 et 2010). La CAF voit quant à elle, pour la seconde fois après 2014, deux de ses représentants à ce stade : le Sénégal et le Maroc[35].

- La Suisse est la 1re équipe à avoir tenté 3 tirs à la 1re minute de jeu d’un match de Coupe du monde depuis qu’Opta analyse cette donnée (1966)[36].

- C'est la seconde fois que le Ghana rate un penalty en cours de match contre l'Uruguay en Coupe du Monde (2010 et 2022)[37].

- Les équipes du Maroc et de la Pologne sont qualifiées pour les 8e de finale 36 ans après le mondial 1986[38],[39],[40].

- C'est la 2e fois que le Maroc termine premier de son groupe dans une coupe du monde[31].

- La Croatie, l'Angleterre, le Maroc, les Pays-Bas et les États-Unis, toutes qualifiées en huitièmes de finale, sont les 5 équipes qui ont terminé leur groupe invaincues[31].

- Le Qatar est devenu la 80e nation à participer à la Coupe du Monde de la FIFA[31].

- Le Canada a marqué le 100e but de cette édition grâce à un but contre son camp de Nayef Aguerd[31].

- C’est seulement la 2e fois de son histoire que le Brésil marque 4 buts ou plus lors d’une première période d’un match de Coupe du Monde, après sa rencontre contre le Mexique en 1954[41].

- En éliminant l'Espagne aux tirs au but, le Maroc devient la quatrième équipe africaine à se qualifier pour les quarts de finale (après le Cameroun en 1990, le Sénégal en 2002 et le Ghana en 2010)[42].

- En s'imposant en quart de finale face au Portugal (1-0), le Maroc devient la première sélection africaine à atteindre le dernier carré du mondial[43],[44],[45].

- La Suisse a encaissé 6 buts dans un match (toutes compétitions confondues) pour la 1re fois depuis juin 1963 (1-8 contre l’Angleterre)[46].

- l’Argentine a remporté 5 séances de tirs au but sur les 6 qu'elle a disputées depuis 1990, devenant ainsi la sélection la plus efficace de l’histoire du Mondial[47],[48].

- La France est présente en demi-finales de la Coupe du Monde pour la 7e fois de son histoire, après 1958, 1982, 1986, 1998, 2006 et 2018[49]. Elle est la première tenante du titre à figurer dans le dernier carré depuis le Brésil en 1998[50]. La France a aussi disputé trois quarts de finale consécutifs (de 2014 à 2022), ce qui ne lui était jamais arrivé auparavant[51].

- L'Angleterre a été éliminée par une nation européenne lors de 7 de ses 9 derniers matches à élimination directe en Coupe du monde[50].

### Joueurs et sélectionneurs
| Catégorie                                                                      | Personnalité         | Sélection       | Âge               |
| Joueur de champ                                                                | Joueur de champ      | Joueur de champ | Joueur de champ   |
| ------------------------------------------------------------------------------ | -------------------- | --------------- | ----------------- |
| le plus jeune                                                                  | Youssoufa Moukoko    | Allemagne       | 18 ans            |
| le plus âgé                                                                    | Atiba Hutchinson     | Canada          | 39 ans, 285 jours |
| Gardien                                                                        |                      |                 |                   |
| le plus jeune                                                                  | Simon Ngapandouetnbu | Cameroun        | 19 ans, 222 jours |
| le plus âgé                                                                    | Alfredo Talavera     | Mexique         | 40 ans, 63 jours  |
| Sélectionneur                                                                  |                      |                 |                   |
| le plus jeune                                                                  | Lionel Scaloni       | Argentine       | 44 ans, 188 jours |
| le plus âgé                                                                    | Louis van Gaal       | Pays-Bas        | 71 ans, 104 jours |
| Les âges sont calculés au début de la Coupe du monde 2022, le 20 novembre 2022 |                      |                 |                   |

- Les Mexicains Andrés Guardado et Guillermo Ochoa, l'Argentin Lionel Messi et le Portugais Cristiano Ronaldo, disputent leur cinquième Coupe du monde, après les éditions de 2006, 2010, 2014 et 2018. En compagnie des Mexicains Antonio Carbajal et Rafael Márquez, de l'Italien Gianluigi Buffon et de l'Allemand Lothar Matthäus, ils sont désormais huit joueurs à détenir ce record de participations [53].

- Le Canadien Alphonso Davies et le Qatarien Mohammed Muntari, sont les premiers joueurs de leur équipe nationale (Canada et Qatar), à inscrire un but lors d'une phase finale de Coupe du monde[27],[28].

- Le but inscrit par Craig Goodwin en huitième de finale face à l'Argentine, est le premier de l'Australie lors d'un match à élimination directe de coupe du monde[54].

- Vincent Aboubakar est le premier joueur depuis Zinedine Zidane en finale du Mondial 2006, à écoper d'un carton rouge après avoir marqué un but plus tôt dans le match[55],[56].

- Lionel Messi, septuple Ballon d'or, joue le 1000e match de sa carrière lors du huitième de finale opposant l'Argentine à l'Australie (2-1). Il inscrit à cette occasion un but[57],[58], son premier lors d'un match à élimination directe de Coupe du monde[54].

- John Herdman est le premier sélectionneur à avoir participé à une Coupe du monde féminine (avec l'équipe féminine du Canada en 2015) et une Coupe du monde masculine (cette édition avec l'équipe masculine de ce même pays)[59],[60].

- Le Français Kylian Mbappé devient le plus jeune joueur de l’histoire à inscrire huit buts en Coupe du Monde[61] : à la fin du mondial 2022 et juste avant ses 24 ans, il en totalise 12 en deux éditions. Il dépasse ainsi Pelé qui avait marqué ses 7 premiers buts en Coupe du monde en 1958 (6) et 1962 (1) alors que celui-ci n'avait pas encore 22 ans.

- Avec sa 52e réalisation lors du huitième de finale contre la Pologne (victoire 3-1), Olivier Giroud est devenu le meilleur buteur de l'histoire de l'équipe de France, surpassant ainsi Thierry Henry[62]. Quant à Antoine Griezmann, il est devenu le meilleur passeur dans l'histoire de l'équipe de France lors du quart de finale contre l'Angleterre (victoire 2-1) en distribuant ses 27e et 28e passes décisives. Le record précédent était détenu par Thierry Henry[50],[63],[64]. Lors de ce même match face aux Anglais, Hugo Lloris fête sa 143e sélections et devient le recordman des sélections en équipe de France (dépassant Lilian Thuram)[65].

- Walid Regragui, le sélectionneur du Maroc, est le tout premier entraîneur africain à atteindre les quarts de finale puis les demi-finales d'une Coupe du monde[66]. Les équipes africaines du Cameroun (1990), du Sénégal (2002) et du Ghana (2010) avaient atteint les quarts de finale en étant dirigées par des sélectionneurs européens[67].

- Le Croate Dominik Livaković est le troisième gardien de but, après son compatriote Danijel Subašić (contre le Danemark en 1/8e de finale 2018) et le Portugais Ricardo contre l'Angleterre (quarts de finale 2006), à réussir l'exploit d'effectuer trois arrêts lors d'une séance de tirs au but en Coupe du Monde[68],[69]. Il réalise cette performance face au Japon en huitième de finale[70].

- Le milieu de terrain espagnol Rodri est devenu le premier joueur depuis 1966 à réussir au moins 637 passes lors d'une phase finale de Coupe du monde. Le précédent record était détenu par son compatriote Xavi avec 599 passes (en 2010, lors du sacre de l'Espagne)[42].

- Bruno Fernandes est devenu le joueur le plus décisif pour le Portugal dans un Mondial (depuis Eusebio et Jose Torres en 1966)[71].

- En marquant contre le Ghana, le Portugais Cristiano Ronaldo devient le premier joueur de l'histoire du football à inscrire au moins un but lors de cinq Coupes du monde différentes (après 2006, 2010, 2014 et 2018)[72].

- Xherdan Shaqiri, Neymar, Lionel Messi et Cristiano Ronaldo sont les quatre joueurs à avoir marqué lors de chacune des trois dernières éditions de la Coupe du Monde (2014, 2018 et 2022)[73].

- Neymar est le troisième joueur brésilien à marquer lors de trois éditions différentes de Coupe du Monde, avec Ronaldo et Pelé[74].

- Julián Álvarez (22 ans et 306 jours) est le joueur le plus jeune à marquer lors de chacune de ses deux premières titularisations en Coupe du monde depuis Fernando Torres avec l'Espagne en 2006 (22 ans et 91 jours).

- António Silva (19 ans et 33 jours) devient le plus jeune joueur à apparaître pour le Portugal en Coupe du monde[75].

- Le plus vieux sélectionneur de cette édition est le Néerlandais Louis van Gaal (71 ans et 104 jours)[76].

- Le plus jeune sélectionneur de cette édition est l'Argentin Lionel Scaloni (44 ans et 190 jours) qui a pris les rênes de l’Albiceleste après la Coupe du monde 2018[77].

- Gonçalo Ramos est le premier joueur à inscrire un triplé pour sa première titularisation lors d’un Mondial depuis Miroslav Klose (Coupe du monde 2002)[71],[78].

- Le joueur le plus vieux est le gardien mexicain Alfredo Talavera, âgé de 40 ans et 63 jours. C'est le huitième quadragénaire à participer à une Coupe du monde après le Tunisien Ali Boumnijel (2006), l'Italien Dino Zoff (1982), l'Anglais Peter Shilton (1990), le Nord-Irlandais Pat Jennings (1986), le Camerounais Roger Milla (1994), le Colombien Faryd Mondragón (2014) et l'Égyptien Essam el-Hadari (2018)[26],[79].

- 39 ans est l'âge des plus vieux joueurs de champ : Atiba Hutchinson (Canada), Pepe (Portugal) et Dani Alves (Brésil)[80].

- Le Portugais Pepe est devenu, à 39 ans et 283 jours, le joueur plus vieux joueur à marquer dans un match à élimination directe du Mondial (but contre la Suisse en huitième de finale, victoire 6-1)[81]. Par cette occasion, il devient également le deuxième buteur le plus âgé d'un Mondial derrière le Camerounais Roger Milla. Ce dernier avait marqué un but à l'âge de 42 ans et 39 jours, lors du premier tour de la Coupe du monde 1994[82].

- Plus jeune sélection du mondial 2022 : le Ghana (24,7 ans de moyenne d'âge).

- Plus vieille sélection du mondial 2022 : l'Iran (28,9 ans de moyenne d'âge).

- Avec son but contre le Costa Rica (victoire 7-0 de l'Espagne), Gavi est devenu à 18 ans et 110 jours, le troisième plus jeune buteur de l'histoire de la Coupe du monde ; seuls le Brésilien Pelé en 1958 (17 ans et 240 jours) et le Mexicain Manuel Rosas en 1930 (18 ans et 93 jours), étaient plus précoces[83]. Treize jours plus tard, l'Espagnol devient le deuxième plus jeune joueur (toujours derrière Pelé en 1958) à disputer un match à élimination directe (élimination aux tirs au but en huitième de finale contre le Maroc)[84].

- Lors du quart de finale face à l'Argentine (2-2 a.p., élimination des Pays-Bas aux tirs au but), Wout Weghorst devient le premier remplaçant à inscrire un doublé en Coupe du monde pour les Pays-Bas. Le but égalisateur du Néerlandais à la 90+11e minute est aussi « le plus tardif » en deuxième mi-temps d'un match à élimination directe de coupe du monde[85],[86].

- Lionel Messi est impliqué sur 17 buts (10 buts et 7 passes décisives), dépassant Diego Maradona en tant que joueur argentin « le plus décisif » dans la compétition mondiale[87],[88].

- Quinze joueurs sélectionnés pour cette Coupe du monde ont déjà été précédemment sacrés champions du monde :
  - Sergio Busquets (avec l'Espagne en 2010)[89].
  - Matthias Ginter, Mario Götze, Thomas Müller et Manuel Neuer (avec l'Allemagne en 2014)[90].
  - Alphonse Areola, Ousmane Dembélé, Olivier Giroud, Antoine Griezmann, Lucas Hernandez, Hugo Lloris, Steve Mandanda, Kylian Mbappé, Benjamin Pavard et Raphaël Varane (avec la France en 2018)[91],[26].

- Tite, Luis Enrique, Roberto Martinez, Gerardo Martino, Paulo Bento et Adda Otto sont les six sélectionneurs d'équipes nationales présentes au mondial 2022 dont le contrat prend fin à l'issue de la compétition ou/et qui ont quitté leur fonction après l'élimination[92].

- Harry Kane a marqué son 53e but pour l'Angleterre, égalant ainsi le record de Wayne Rooney. Il a marqué 4 buts sur penalty en Coupe du monde, un record depuis que les statisticiens d'Opta analysent la compétition (1966)[50].

- Le Français Randal Kolo Muani marque son premier but 44 secondes après son entrée sur le terrain lors de la demi-finale France-Maroc[93]. Il devient ainsi le troisième remplaçant le plus rapide à inscrire un but après son entrée en jeu dans l’histoire de la Coupe du Monde, après Richard Morales (Uruguay en 2002) (16 secondes) et Ebbe Sand (Danemark en 1998) (26 secondes)[94].

- Kylian Mbappé (23 ans, 11 mois et 29 jours) est devenu le plus jeune double finaliste de l’histoire de la Coupe Du Monde[95].

## Autres statistiques
- La fréquentation cumulée durant la phase de groupes de cette coupe du monde est de 2,45 millions de spectateurs. Avec ce taux de fréquentation de 96 %, cette édition fait mieux que l’édition 2018, où le premier tour avait attiré 2,17 millions de supporters dans les enceintes de Russie[35].

- Le stade Lusail a accueilli 88 966 personnes pour le match entre l’Argentine et le Mexique soit le total le plus élevé en Coupe du Monde de la FIFA depuis la finale en 1994[35].

- 5 des 13 équipes de la zone UEFA présentes au Qatar sont éliminées au premier tour : l'Allemagne, la Belgique, le Danemark, le Pays de Galles et la Serbie[30].

- Le FIFA Fan Festival du parc Al Bidda (Doha) a accueilli plus d'un million de visiteurs[31],[96]. Ce site de 145 000 m2, qui peut accueillir simultanément 40 000 personnes, a vu défiler en moyenne 70 000 visiteurs par jour.

- 15 000 points de données collectés par match[31].

- Le début de l'édition 2022 est marqué par un nombre de fautes par match relativement faible. À l'issue de la première journée de la phase de groupes on note que les cartons jaunes sont stable depuis la dernière édition avec une moyenne de 23,7 fautes/match contre 27,1 en 2018[97]. Lors de cette première journée, les joueurs Neymar et Gavi ont respectivement subi 9 et 5 fautes[97]

- Le Brésil devient la première équipe dans l'histoire de la Coupe du monde à utiliser tous ses joueurs (26 joueurs)[98],[99].

- L'Espagne est la 1re équipe de l'histoire à perdre 4 séances de tirs au but en Coupe du Monde et la 2e à ne pas réussir à marquer lors d'une séance, après la Suisse contre l'Ukraine en 2006[100],[101].

- Andrés Guardado, Lionel Messi, Guillermo Ochoa et Cristiano Ronaldo ont chacun marqué au moins un but lors de leur 5e participation au mondial, un record[26].

- Lors du match Pays-Bas — Argentine, l'arbitre a distribué 17 cartons jaunes. Le sélectionneur argentin Lionel Scaloni et son adjoint Walter Samuel ont chacun reçu un avertissement, tandis que le Néerlandais Denzel Dumfries a reçu un carton rouge pour un second carton jaune. Un record depuis le triste match du mondial 2006 entre le Portugal et les Pays-Bas arbitré par Valentin Ivanov : la rencontre fut surnommée la Bataille de Nuremberg[102].